# Serra Acarai
Serra Acarai (ang. Acaraí Mountains) – niskie pasmo górskie na granicy Brazylii (stan Pará) i południowej Gujany. Góry te wznoszą się na wysokość około 600 m n.p.m., rozciągają się ze wschodu na zachód na długości około 130 km i stanowią część północnego działu wodnego dorzecza Amazonki. Cały obszar jest pokryty gęstym tropikalnym lasem deszczowym i został po raz pierwszy zmapowany za pomocą satelity pod koniec lat 70. XX wieku. W paśmie górskim znajdują się źródła rzek Essequibo i Corantijn.